# Per Silenstam
Nils Per Arthur Silenstam, född 18 september 1936 i Karlstad, är en svensk ämbetsman.
Silenstam, som är son till kontraktsprosten Arthur Pehrson och Annie Eriksson, blev filosofie kandidat vid Uppsala universitet 1960 och politices magister 1962. Han var anställd vid statistiska institutionen i Uppsala 1960–1963, vid statistiska institutionen i Umeå 1963–1965, vid statsrådsberedningen 1965, vid Industrins utredningsinstitut 1966 och vid Institutet för arbetsmarknadsfrågor 1967–1969. Han anställdes vid Arbetsmarknadsstyrelsens utredningsenhet 1969, där han blev avdelningsdirektör 1971 och byråchef 1974. Han var länsarbetsdirektör i Uppsala län 1976–1982, avdelningschef vid Arbetsmarknadsstyrelsen 1982–1984, överdirektör vid Arbetsmarknadsstyrelsen 1984–1990 och generaldirektör vid civildepartementet från 1990.
Silenstam var ersättare i Arbetsdomstolen 1976–1987, ledamot av Statens industriverks regionalpolitiska nämnd 1985–1990, styrelseledamot i Samhall 1989–1990, styrelseordförande i Länsstyrelsernas organisationsnämnd 1990–1992, ordförande i organisationskommittén för ny statlig länsförvaltning 1990–1991 samt sekreterare, expert resp. ledamot i statliga kommittéer. Han har författat skrifter i arbetsmarknadsfrågor.